# Ėmma M
Ėmma M (in russo Эмма М?), pseudonimo di Ėmma Valer'evna Blinkova (in russo Эмма Валерьевна Блинкова?; Južno-Sachalinsk, 16 novembre 1992), è una cantante, compositrice e poetessa russa.
È un membro dell'Unione Russa degli scrittori.

## Biografia
È nata il 16 novembre 1992 a Yuzhno-Sakhalinsk nell'Estremo Oriente Russo, in una famiglia di avvocati militari. Sin dall'infanzia ha studiato pianoforte in una scuola di musica. Ha praticato il ballo da sala sportivo, sambo, judo, e faceva parte del gruppo della riserva olimpica. Attualmente pratica lo yoga, è appassionata di cultura slava, di intaglio del legno e di tiro con le armi.
Nel 2015 si è laureata presso la Facoltà di Giurisprudenza dell'Istituto di Economia, Diritto ed Informatica di Yuzhno-Sakhalinsk.

## Carriera
Contemporaneamente agli studi, ha creato la sua cover band «Opium», che si è esibita con successo ed ha guadagnato fama sia a Sakhalin che altrove.
Nel 2014 partecipa al «XXII Russian Student Spring Festival» a Togliatti arrivando al secondo posto. Dopo la vittoria ha firmato un contratto con il centro di produzione di Roman Emelianov «Pro Talant», si è trasferita a Mosca ed ha iniziato una carriera da solista.
Nel 2015 si è esibita per la prima volta a Mosca. Nel febbraio 2016 ha pubblicato il suo mini-album di debutto «1».
Nel 2017 ha pubblicato il suo primo album «Shtrijkody» («Штрихкоды»/«I codici a barre»).
È diventata nota come la solista del gruppo «EMMA M» («ЭММА М») — esecutrice delle hit «Shtrijkody» («Штрихкоды»/«I codici a barre»), «Beautiful Life» («Bella Vita»), «Rakety» («Ракеты»/«I Razzi») e molti altri, che per lungo tempo sono stati trasmessi dalle stazioni radio e arrivati in cima alle classifiche. La canzone «Rakety» («Ракеты»/«I Razzi») è diventata la colonna sonora della serie «Molodiozhka» («Молодёжка») su STS. Il video di debutto della canzone «Shtrijkody» («Штрихкоды»/«I codici a barre») su YouTube è stato visto da più di tre milioni di persone, e «Beautiful Life» («Bella Vita») da dieci milioni.
Nel 2016 ha ricevuto il premio «The Breakthrough of the Year» dal canale «Music Box» e un anno dopo ha vinto il premio «Major League of New Radio 2017». Nel 2018, per la canzone «Soliu» («Солью»/«Scritto con il sale») ha ricevuto da New Radio il premio «The Golden Siren»; premio che viene assegnato agli artisti le cui canzoni sono rimaste in testa alla hit parade delle stazioni radio durante tutto l'anno.
Ha collaborato con molti noti rappresentanti della scena russa, tra cui Igor Nikolaev, Misha Marvin, Elena Temnikova, Leonid Rudenko, Mari Krajmbreri ed altri.
È stata invitata in trasmissioni televisive e radiofoniche di molti media federali russi e su internet. È popolare sui servizi di streaming, e le sue canzoni vengono ascoltati circa un milione di volte al mese.
Nel dicembre 2019 ha tenuto un concerto da solista presso la Izvestia Hall. Si è esibita nei principali luoghi e festival della Russia: Cremlino, Luzhniki, Rosa Khutor, Life Fest Sochi, Europa Plus LIVE, Slavianski Bazaar, ZHARA, ecc.
A dicembre 2020, per disaccordi nel lavoro con il produttore, ha risolto il contratto ed ha iniziato a collaborare con le etichette StarStone Music e Believe International.
È stata inoltre vincitrice del premio «Golden Hit 2022» dal canale televisivo «Music Box Gold» con la canzone «Brodi v moiey pamiati» («Броди в моей памяти»/«Vaghi nella mia memoria»).
EMMA M si sta attualmente preparando a pubblicare il suo secondo album da solista «Dinamiki» («Динамики»/«Gli Altoparlanti»).

## Discografia

### Album in studio
«Shtrijkody» Archiviato il 4 marzo 2023 in Internet Archive.(«Штрихкоды»/«I codici a barre»)
| #  | Titolo                            | Scritto in Latino                  | Traduzione                          | Durata |
| -- | --------------------------------- | ---------------------------------- | ----------------------------------- | ------ |
| 1  | «Музыка»                          | Muzyka                             | La Musica                           | 3:24   |
| 2  | «Штрихкоды»                       | Shtrijkody                         | I codici a barre                    | 3:17   |
| 3  | «3D»                              | Tri de                             | 3D                                  | 3:49   |
| 4  | «Белые ночи»                      | Belyie nochi                       | Le notti bianche                    | 3:26   |
| 5  | «Ключи от сердца»                 | Kliuchi ot serdtsa                 | Le chiavi del cuore                 | 2:56   |
| 6  | «Душа»                            | Dusha                              | L'anima                             | 4:36   |
| 7  | «Рядом»                           | Riadom                             | Quando ci sei tu                    | 3:11   |
| 8  | «Ракеты»                          | Rakety                             | I Razzi                             | 3:33   |
| 9  | «Подарила»                        | Podarila                           | Ho regalato                         | 3:33   |
| 10 | «Искрами»                         | Iskrami                            | Scintille                           | 4:00   |
| 11 | «Ракеты (DJ Sasha Dith Remix)»    | Rakety (DJ Sasha Dith Remix)       | I Razzi (DJ Sasha Dith Remix)       | 3:03   |
| 12 | «Искрами (DJ Antonio Remix)»      | Iskrami (DJ Antonio Remix)         | Scintille (DJ Antonio Remix)        | 3:00   |
| 13 | «Ключи от сердца (DJ Noiz Remix)» | Kliuchi ot serdtsa (DJ Noiz Remix) | Le chiavi del cuore (DJ Noiz Remix) | 2:57   |

### Mini-album
«1» Archiviato il 4 marzo 2023 in Internet Archive.
| # | Titolo                            | Scritto in Latino                | Traduzione                             | Durata |
| - | --------------------------------- | -------------------------------- | -------------------------------------- | ------ |
| 1 | «Музыка»                          | Muzyka                           | La Musica                              | 3:20   |
| 2 | «Штрихкоды»                       | Shtrijkody                       | I codici a barre                       | 3:13   |
| 3 | «3D»                              | Tri de                           | 3D                                     | 3:49   |
| 4 | «Ракеты»                          | Rakety                           | I Razzi                                | 3:33   |
| 5 | «Ключи от сердца»                 | Kliuchi ot serdtsa               | Le chiavi del cuore                    | 2:53   |
| 6 | «Штрихкоды (DJ Sasha Dith Remix)» | Shtrijkody (DJ Sasha Dith Remix) | I codici a barre (DJ Sasha Dith Remix) | 2:48   |
| 7 | «Ракеты (DJ Sasha Dith Remix)»    | Rakety (DJ Sasha Dith Remix)     | I Razzi (DJ Sasha Dith Remix)          | 3:03   |

### Singoli
| Anno | Titolo                                                           | Scritto in Latino        | Traduzione              | Durata |
| ---- | ---------------------------------------------------------------- | ------------------------ | ----------------------- | ------ |
| 2016 | «С Новым Годом!»                                                 | S Novym godom!           | Buon Anno!              | 3:48   |
| 2017 | «Beautiful Life»                                                 |                          | Bella Vita              | 3:38   |
| 2017 | «Холодно» (feat. Mari Krajmbreri, Lx24, Luxor)                   | Jolodno                  | Ho Freddo               | 3:30   |
| 2017 | «Перемотай» (feat. Misha Marvin)                                 | Peremotay                | Riavvolgi               | 3:33   |
| 2018 | «Выпьем за любовь» (feat. Igor Nikolaev)                         | Vypiem za lubov          | Brindiamo all'amore     | 3:12   |
| 2018 | «Клетка» (feat. Leonid Rudenko)                                  | Kletka                   | La Gabbia               | 3:48   |
| 2018 | «Солью»                                                          | Soliu                    | Scritto con il sale     | 3:07   |
| 2018 | «Сопротивление бесполезно»                                       | Soprotivlenie bespolezno | Resistere è inutile     | 3:19   |
| 2019 | «Нереальная любовь» (feat. Elena Temnikova)                      | Nerealnaia lubov         | L'amore Irreale         | 2:41   |
| 2019 | «Нереальная любовь (Old School Edition)» (feat. Elena Temnikova) | Nerealnaia lubov         | L'amore Irreale         | 3:19   |
| 2019 | «Плавишь»                                                        | Plavish                  | Mi scioglie             | 3:26   |
| 2020 | «Динамики»                                                       | Dinamiki                 | Gli Altoparlanti        | 3:33   |
| 2021 | «Манекен»                                                        | Maneken                  | Il Manichino            | 3:37   |
| 2021 | «Всё хорошо»                                                     | Vsio jorosho             | Tutto Bene              | 3:15   |
| 2022 | «Варвара» (feat. Jangin)                                         | Varvara                  | Varvara                 | 3:34   |
| 2022 | «Броди в моей памяти»                                            | Brodi v moiey pamiati    | Vaghi nella mia memoria | 3:54   |
| 2022 | «Хиросима»                                                       | Jirosima                 | Hiroshima               | 4:07   |
| 2023 | «Делаешь больно»                                                 | Delaesh bolno            | Mi fai male             | 2:16   |